# Base de Aviação de Taubaté Airport
Base de Aviação de Taubaté Airport är en flygplats i Brasilien.   Den ligger i kommunen Taubaté och delstaten São Paulo, i den sydöstra delen av landet, 800 km söder om huvudstaden Brasília. Base de Aviação de Taubaté Airport ligger 579 meter över havet.
Terrängen runt Base de Aviação de Taubaté Airport är huvudsakligen platt, men österut är den kuperad. Runt Base de Aviação de Taubaté Airport är det tätbefolkat, med 331 invånare per kvadratkilometer.. Närmaste större samhälle är Taubaté, 4,3 km väster om Base de Aviação de Taubaté Airport.
Omgivningarna runt Base de Aviação de Taubaté Airport är huvudsakligen savann.